# PSR J0737-3039
PSR J0737-3039 es un sistema binario formado por dos pulsares.
Se encuentra a una distancia aproximada de 1630 años luz (500 pársecs) respecto al sistema solar en dirección a la constelación del Puppis.
Fue descubierto en 2003 por un equipo dirigido por Marta Burgay utilizando el radiotelescopio del Observatorio Parkes (Australia).

## Características del sistema
El sistema está constituido por dos pulsares de corto período. El denominado Pulsar A tiene un período de rotación de 22,7 ms, mientras que su acompañante, llamado Pulsar B, rota con un período de 2,77 s. El sistema, cuyo período orbital es de 2,4 h, se observa prácticamente de perfil desde nuestra posición (inclinación de aproximadamente 89°). La órbita muestra una excentricidad de ε = 0,088.
Las características principales del sistema se reflejan en la siguiente tabla:
| Nombre   | Período de rotación (s) | Masa (MSol) | Período orbital |
| -------- | ----------------------- | ----------- | --------------- |
| Pulsar A | 0,0227                  | 1,337       | 2,4 horas       |
| Pulsar B | 2,77                    | 1,251       | 2,4 horas       |

Se produce un corto eclipse de radio —de unos 30 s de duración— cuando el Pulsar B pasa por delante del Pulsar A. También se observa modulación orbital de la emisión de radio de B por la influencia de A. Por otra parte, aunque el sistema emite rayos X, no existen signos de emisión de rayos X procedentes de una onda de choque entre el viento estelar de A, y el medio interestelar o la magnetosfera de B.
Las edades de formación de ambos pulsares no son bien conocidas.
Mientras que los modelos teóricos estándar estiman la edad del Pulsar B en 50 millones de años, modelos que consideran la influencia del viento relativista de A en la ralentización de la rotación de B, sitúan la formación del Pulsar B hace 80 - 180 millones de años.
El Pulsar A puede tener una edad cercana a 180 millones de años.

## PSR J0737-3039 y la relatividad general
Un sistema de las características de PSR J0737-3039 es una oportunidad única para evaluar la teoría de la relatividad general de Einstein, ya que los efectos relativistas pueden ser observados durante el cronometraje de los pulsos del sistema. Sin embargo, la mayor parte de sistemas binarios similares consisten en un púlsar y una estrella de neutrones, siendo PSR J0737-3039 el primer caso en donde ambos componentes son pulsares. Ello no es sorprendente, ya que el segundo pulsar en formarse tiene una vida mucho más corta que el primero, el cual en todos los casos conocidos ha sido reciclado como un pulsar de rápida rotación y de débil magnetización.
El período orbital de PSR J0737-3039 (2,4 horas) es el más corto conocido para un objeto de estas características, lo que permite realizar pruebas de una mayor precisión. En 2005 se anunció que las mediciones efectuadas habían mostrado un acuerdo excelente entre la teoría de relatividad general y la observación. En concreto, la predicción de la pérdida de energía debida a ondas gravitacionales parece concordar con la teoría. De hecho, a consecuencia de esta pérdida de energía, la órbita común del sistema disminuye a razón de 7 mm por día. Los dos estrellas de neutrones se unirán dentro de aproximadamente 85 millones de años.